# Wildhaus-Alt St. Johann
Wildhaus-Alt St. Johann – miejscowość i gmina we wschodniej Szwajcarii, w kantonie St. Gallen, w okręgu Toggenburg. Powstała 1 stycznia 2010 r. z połączenia gmin Wildhaus oraz Alt St. Johann.

## Demografia
W Wildhaus-Alt St. Johann mieszka 2612 osób. W 2022 roku 13,6% populacji gminy stanowiły osoby urodzone poza Szwajcarią. 

## Transport
Przez teren gminy przebiega droga główna nr 16.